# Rad am Ring
La Rad am Ring - Rudi Altig Race és una cursa ciclista alemanya que es disputa dins del festival anomenat Rad am Ring. Aquest consisteix en una sèrie de proves ciclistes de diferents categories, modalitats i distàncies que es corren durant 24 hores al Circuit de Nürburgring.
La "Rad am Ring - Rudi Altig Race" es va crear al 2016, homenatjant l'antic ciclista Rudi Altig. Consisteix en una cursa de 150 km, i té una categoria 1.1 formant part del calendari de l'UCI Europa Tour.

## Palmarès
| Any  | Vencedor   | Segon             | Tercer           |
| ---- | ---------- | ----------------- | ---------------- |
| 2016 | Paul Voss  | Gregor Mühlberger | Jan Tratnik      |
| 2017 | Huub Duijn | Wout Van Aert     | Dimitri Peyskens |